# Lois Lane
Lois Joanne Lane-Kent kitalált szereplő a DC Comics nagy sikerű Superman sorozatában. Személyét Jerry Siegel és Joe Shuster alkotta meg, és 1938-ban látott napvilágot. Lois külsejét a Siegel és Shuster által szerződtetett Joanne Carterről mintázták. Személyiségét az 1930-as évekbeli filmsorozatokban szereplő riporter, Torchy Blaine ihlette. Siegel Lois Lane nevét Lola Lanetől vette át, aki Torchyt alakította a sorozatokban.
Lois Superman legfőbb rajongója és szívszerelme, aki később a feleségévé is válik. Mint Superman alteregója, Clark Kent, ő is a metropolisi Daily Planet nyomozóriportere, aki a nagy sztorikért vakmerő, akár életveszélyes helyzetekbe is sodorja magát, ahonnan aztán gyakran Superman menti ki. Csinos, jellemzően fekete hajú nőként ábrázolják, de vörös hajú színésznő (Amy Adams) is keltette már életre.